# Puduccseri (település)
Puduccseri (tamil nyelven: புதுச்சேரி, angolul: Pondicherry) város India délkeleti részén, Puduccseri állam fővárosa. Csennaitól kb. 170 km-re délre, a Bengáli-öböl partján fekszik. Lakossága 242 ezer fő volt 2011-ben. Sokan a közeli spirituális központról, Auroville-ról és Sri Aurobindo ásramjáról ismerik. 
Kikötőváros. Gazdaságában jelentős a gyapotfeldolgozás, a textilipar, a játékgyártás. 
A Francia Kelet-indiai Társaság alapította 1673-ban. Később a francia indiai területek fővárosa lett. 1816 és 1954 között a franciák állandó felügyeletet gyakoroltak felette. 

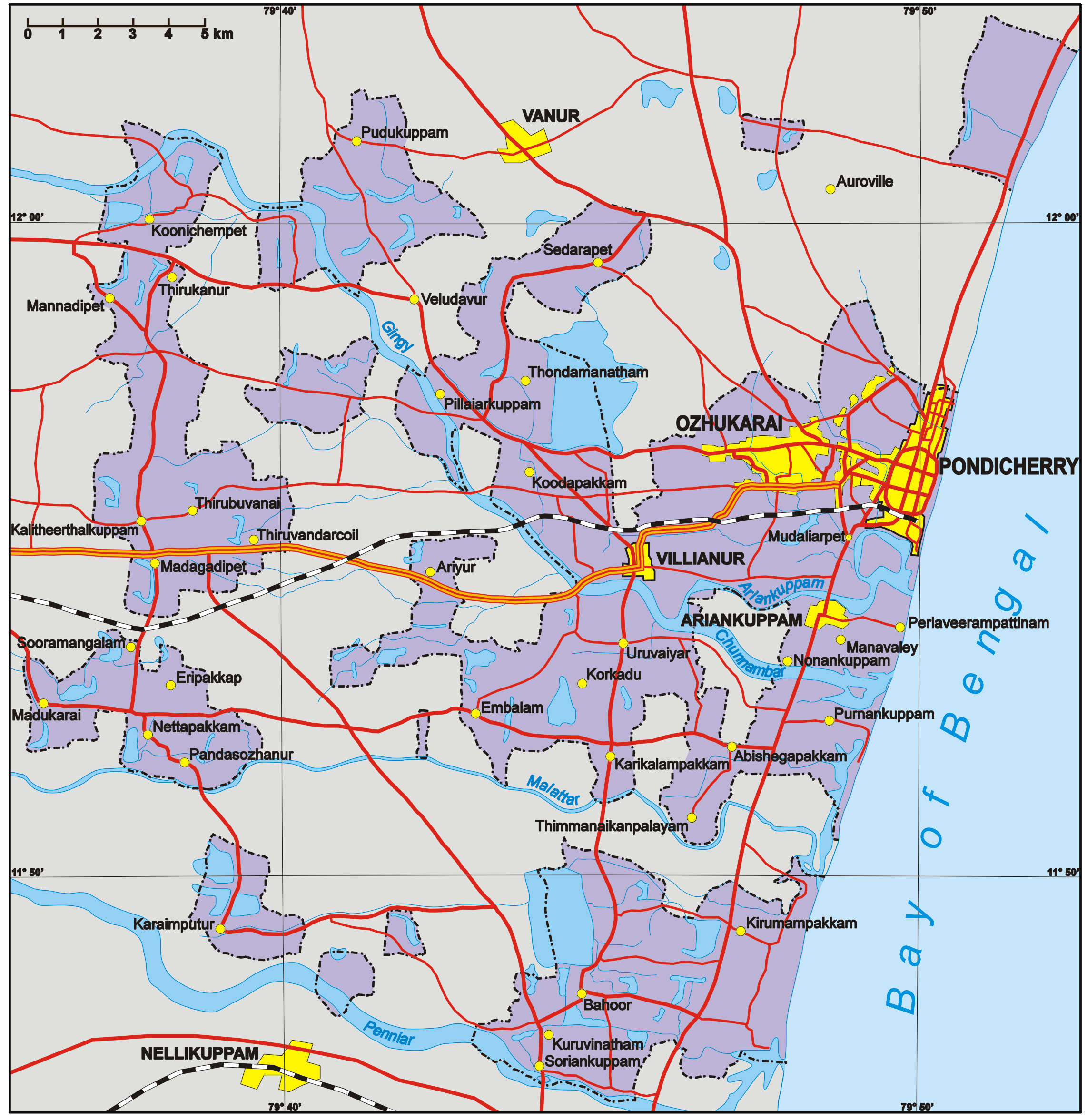
A város és környékének térképe

## Fordítás
- Ez a szócikk részben vagy egészben  a   Pondicherry című angol Wikipédia-szócikk fordításán alapul.  Az eredeti cikk szerkesztőit annak laptörténete sorolja fel. Ez a jelzés csupán a megfogalmazás eredetét és a szerzői jogokat jelzi, nem szolgál a cikkben szereplő információk forrásmegjelöléseként.
- Ez a szócikk részben vagy egészben  a   Puducherry című német Wikipédia-szócikk fordításán alapul.  Az eredeti cikk szerkesztőit annak laptörténete sorolja fel. Ez a jelzés csupán a megfogalmazás eredetét és a szerzői jogokat jelzi, nem szolgál a cikkben szereplő információk forrásmegjelöléseként.